# Volumen (DVD)
Volumen es un DVD oficial lanzado por Björk el 14 de octubre de 1999. El material incluye todos los videos de Björk hasta «Hunter». El lanzamiento fue sucedido por el DVD Greatest Hits - Volumen 1993-2003 que incluye todo los vídeos desde «Human Behaviour» a «Nature is Ancient», siete videos más que su lanzamiento. Un DVD aparte fue lanzado en 2002, Volumen Plus, está disponible para aquellos que han adquirido este versión original y que quieren que el plazo adicional de siete videos. Ha sido certificado Oro en los EE. UU.

## Lista de canciones
| N.º | Título                | Duración |  |
| 1.  | «Human Behaviour»     |          |  |
| 2.  | «Venus as a Boy»      |          |  |
| 3.  | «Play Dead»           |          |  |
| 4.  | «Big Time Sensuality» |          |  |
| 5.  | «Violently Happy»     |          |  |
| 6.  | «Army of Me»          |          |  |
| 7.  | «Isobel»              |          |  |
| 8.  | «It's Oh So Quiet»    |          |  |
| 9.  | «Hyperballad»         |          |  |
| 10. | «Pissibly Maybe»      |          |  |
| 11. | «I Miss You»          |          |  |
| 12. | «Jóga»                |          |  |
| 13. | «Bachelorette»        |          |  |
| 14. | «Hunter»              |          |  |